# (128562) Murdin
(128562) Murdin est un astéroïde de la ceinture principale.

## Description
(128562) Murdin est un astéroïde de la ceinture principale. Il fut découvert le 10 août 2004 à la station Anderson Mesa par le programme LONEOS. Il présente une orbite caractérisée par un demi-grand axe de 2,77 UA, une excentricité de 0,12 et une inclinaison de 8,0° par rapport à l'écliptique.

## Compléments